# Syndrome de Bardet-Biedl
Pour les articles homonymes, voir BBS.
Le syndrome de Bardet-Biedl (en anglais, Bardet-Biedl syndrome ou BBS) est un syndrome d’origine génétique, dont les principaux symptômes sont la rétinite pigmentaire et l’obésité qui a été décrit de façon quasi simultanée par deux médecins : en 1920 par Georges Bardet (1885-1966) dans sa thèse de doctorat à Paris et en 1922 par le pathologiste hongrois Arthur Biedl (1869-1933),.
Ce syndrome fait partie des ciliopathies.

## Définition
Mise en garde médicale
Le  syndrome de Bardet-Biedl  est un syndrome qui associe une rétinite pigmentaire (toujours), une obésité (souvent), une polydactylie post axiale (souvent), un hypogonadisme hypogonadotrope chez les garçons (parfois), des malformations génitales complexes chez les filles (parfois), des anomalies rénales (souvent) responsables de la mortalité de ce syndrome.
La plupart des enfants ont des difficultés d’apprentissage mais peu ont un retard mental.
À ce jour (juin 2006), on a retrouvé 12 mutations géniques, situées chacune sur des locus différents, en rapport avec ce syndrome.

## Étiologie
Plusieurs mutations impliquant plus de 18 différents gènes sont responsables de ce syndrome :
| Nom du locus | Locus       | Gène    | Protéine codée par le gène                     |
| ------------ | ----------- | ------- | ---------------------------------------------- |
| BBS1         | 11q13       | BBS1    | Protéine du syndrome de Bardet-Biedl de type 1 |
| BBS2         | 16q21       | BBS2    | Protéine du syndrome de Bardet-Biedl de type 2 |
| BBS3         | 3p13-p12    | Inconnu | Inconnue                                       |
| BBS4         | 15q22.3-q23 | BBS4    | Protéine du syndrome de Bardet-Biedl de type 4 |
| BBS5         | 2q31        | Inconnu | Inconnue                                       |
| BBS6         | 20p12       | MKKS    | McKusick-Kaufman                               |
| BBS7         | 4q27        | BBS7    | Protéine du syndrome de Bardet-Biedl de type 7 |

D'autres gènes sont impliquées, dont le CEP290.

## Épidémiologie
La consanguinité semble être un facteur de risque important :
- la prévalence dans les populations à faible taux de consanguinité est de 1 sur 125 000 naissances[6] ;
- la prévalence dans les populations à taux plus élevés de consanguinité est de 1 sur 13 000 naissances (Population bédouine du Koweït) ;
- dans les populations à brassage de population faible, la prévalence est de 1 sur 17 000 naissances dans la population de Terre-Neuve.

## Description
La rétinite pigmentaire est constante. La destruction des cellules photoréceptrices de la rétine ne commence que vers 8 ans environ. Les premiers symptômes sont souvent des difficultés à voir de nuit ou au contraire, une gêne à la lumière du jour. La cécité survient en moyenne 7 ans après les premiers signes avec de grandes variations d'une personne à l'autre. Pour être plus exact, on devrait parler de Dystrophie des cônes et des bâtonnets et non pas de rétinite pigmentaire.
Une polydactylie est présente chez deux tiers des enfants affectés. D’autres anomalies des doigts et des orteils sont décrits
L'obésité est présente chez 80 % des enfants affectés. Le poids est normal et l’obésité commence vers un an de vie et restera un problème toute la vie. Elle prédomine au niveau du tronc et des membres supérieurs.
Il existe des difficultés cognitives. La prise en compte des difficultés visuelles de ces enfants permet de réduire les troubles d’apprentissage de ces enfants.
Des anomalies génitales sont décrits. Chez les garçons, il existe un hypogonadisme d’origine centrale (hypogonadisme hypogonadotrope). La fertilité est diminuée. Chez les filles, l'appareil génital peut être hypoplasique, avec utérus bicorne, atrésie vaginale, sinus urogénital, hydrometrocolpos, absence d’orifice vaginal ou urétral, fistule vésicovaginale. La fertilité n’est que légèrement atteinte.
Plusieurs anomalies rénales sont décrits : hypoplasie rénale, hydronéphrose, pyélonéphrite et glomérulonéphrite sont retrouvés chez ces patients. Un tiers des patients décéderont d’insuffisance rénale. Souvent, il peut exister aussi des aussi reflux vésico-urétraux et un syndrome polyurie/polydipsie.
L'atteinte neurologique peut comporter une ataxie, une spasticité légère.
D'autres organes peuvent être atteinte, avec une anomalie de la denture, un diabète sucré, une cardiopathie congénitale (Sténose de l’aorte ou d'autres valves, persistance du canal artériel, Communication inter ventriculaire et inter auriculaire

## Diagnostic
Le diagnostic n’est pas toujours fait rapidement car il s’agit souvent d’un enfant obèse ayant des difficultés d’apprentissage mais sans polydactylie. L’apparition de trouble visuel en rapport avec la choriorétinite permet le diagnostic, encore que ce syndrome soit le deuxième plus mal diagnostiqué, parmi les Rétinites Pigmentaires syndromiques (associant d'autres symptômes).

### Génétique
Seul le séquençage de la mutation M390R responsable du syndrome de Bardet-Biedl de type 1 était disponible en 2005. Cette mutation représente le quart des mutations responsables de la pathologie, même ordre de grandeur que pour le BBS10. Les autres sont moins fréquentes, au total 70 à 80 % des mutations sont répertoriées.

## Diagnostic différentiel
- Syndrome de Laurence Moon Bardet Bield. Ce syndrome ressemble au syndrome de Bardet Biedl mais il n’existe pas de polydactylie et les personnes vont développer une paralysie spastique. Au cours du temps, les syndromes de Laurence Moon et de Bardet-Biedl ont été soit séparés, soit regroupés. Une étude est en cours pour les différencier.
- Syndrome de McKusick Kaufman : Ce syndrome associant hydrohematocolpos, polydactylie et cardiopathie congénitale est en rapport avec une mutation du gène MKKS impliqué dans certains types de syndrome de Bardet-Biedl
- Syndrome d'Alström qui associe rétinite pigmentaire, obésité, perte d’audition progressive, cardiomyopathie, insulino-résistance et retard de développement.
- Syndrome de Biemond qui associe un colobome irien, une obésité, une polydactylie post-axiale et un retard mental.

## Mode de transmission
Le syndrome de Bardet-Biedl se transmet selon un mode autosomique récessif ce qui signifie que le patient présente deux allèles morbides. Les personnes portant un unique allèle ne sont pas malades et ne présentent donc pas les signes cliniques du syndrome. On remarque également que cette pathologie possède une hétérogénéité inter-locus : plusieurs gènes atteint par différentes mutations vont aboutir au même tableau clinique.

## Conseil génétique
Il semble que certains types de syndrome de Bardet-Biedl nécessitent la présence de trois mutations pour que les manifestations phénotypique apparaissent, c’est l’héritage triallélique. Cette situation rend le complexe génétique particulièrement difficile dans ce syndrome. Il n'y a pas à ce jour de corrélation phénotype-génotype, donc un même phénotype (symptômes) peut venir de différents gènes, et un même gène muté peut donner des symptômes de sévérité variable.

### Détection des porteurs hétérozygotes
Seule la détection de la mutation M390R est possible chez les familles à haut risque

### Dépistage prénatal
Repose essentiellement sur les anomalies rénales, des mains et des pieds. Les reins apparaissent augmentés de taille, hyperéchogéniques et sans différenciation cortico-médullaire. Il existe des microkystes.